# Camille Carier-Bergeron
Camille Carier-Bergeron (21 de marzo de 2000) es una jinete canadiense que compite en la modalidad de doma. Ganó una medalla de bronce en los Juegos Panamericanos de 2023, en la prueba por equipos.

## Palmarés internacional
| Juegos Panamericanos | Juegos Panamericanos | Juegos Panamericanos | Juegos Panamericanos |
| Año                  | Lugar                | Medalla              | Categoría            |
| -------------------- | -------------------- | -------------------- | -------------------- |
| 2023                 | Santiago (Chile)     | Medalla de bronce    | Por equipos          |